# Relações entre Brasil e Taiwan

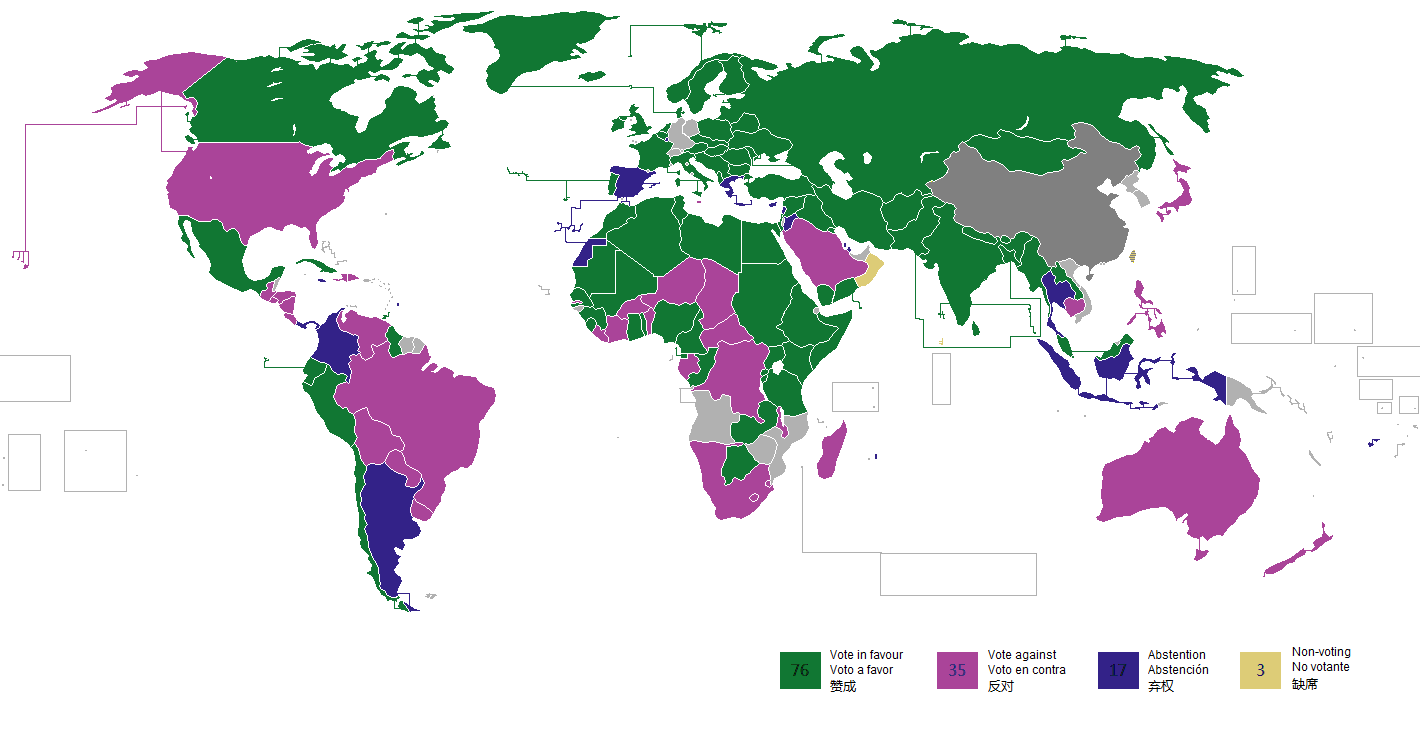
Brasil se opôs à substituição na UN-2758

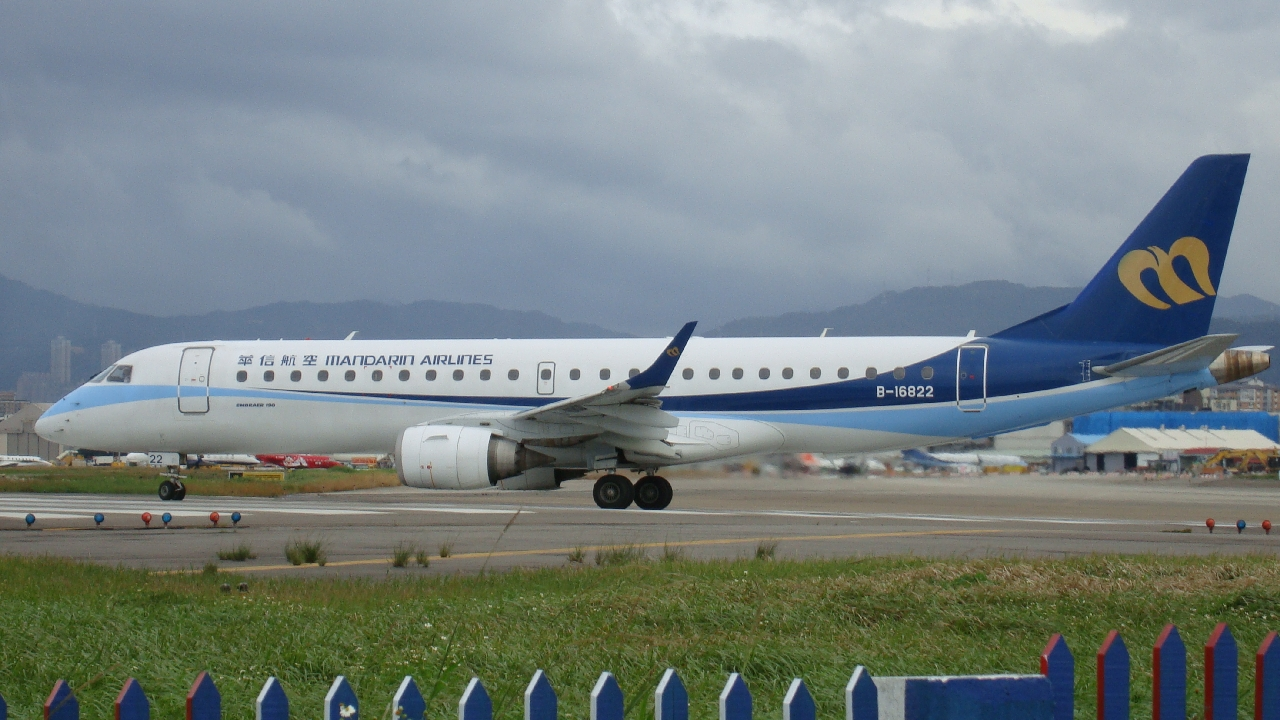
Uma aeronave Mandarin Airlines Embraer-190 feita no Brasil

Brasil e Taiwan não têm relações diplomáticas, pois o Brasil reconhece, desde 15 de agosto de 1974, a República Popular da China como detentora da jurisdição sobre o território taiwanês. As duas nações mantém, no entanto, relações através de escritórios econômicos e culturais.

## História
O Brasil foi o primeiro país a reconhecer a República da China aquando da sua fundação em 1912.
Em 1971, o Brasil votou contra a Resolução 2758 da Assembleia Geral das Nações Unidas, que substituiu a República da China pela República Popular da China nas Nações Unidas, além de, a partir de 15 de agosto de 1974, reconhecer a República Popular da China (RCP) e suspender relações diplomáticas com a República da China. Depois que as relações diplomáticas entre os países foram suspensas, ambas as missões diplomáticas foram substituídas por escritórios de representação.

## Representação
O governo taiwanês estabeleceu o Escritório Econômico e Cultural Taipei (em chinês:  駐巴西臺北經濟文化代表處) em Brasília e outros dois escritórios, em São Paulo e no Rio de Janeiro. O escritório no Rio de Janeiro foi fechado em 2002.
O governo brasileiro, similarmente, estabeleceu o Escritório Comercial do Brasil em Taipei em chinês:  巴西商務辦事處, na capital taiwanesa.

## Imigração taiwanesa para o Brasil
Uma significante imigração de taiwaneses para o Brasil começou na década de 1960. A maioria dos taiwaneses brasileiros eram agricultores de Kaohsiung.
Muitos taiwaneses brasileiros hoje vivem em São Paulo, no Rio Grande do Sul, no Paraná e no Rio de Janeiro. No Nordeste do Brasil, a quinta maior cidade, Recife, é outro principal ponto de estabelecimento de taiwaneses no país, sendo essas pessoas vindas, em sua maioria, de Meinong, um distrito de Kaohsiung. Nos subúrbios de São Paulo, há mais de cem fazendas de cogumelos de taiwaneses brasileiros, que abastecem todo o Brasil.

## Relações econômicas
Taiwan é um dos principais parceiros econômicos do Brasil na Ásia. Os principais produtos de exportação do Brasil para Taiwan são minério, soja, milho, madeira, aço, algodão, couro e granito. O Brasil é o décimo oitavo maior parceiro comercial de Taiwan. Os principais produtos que Taiwan exporta para o Brasil são equipamentos elétricos, equipamentos de registro, LCD, produtos siderúrgicos e produtos de plástico.
Muitas empresas de eletrônicos taiwaneses estabeleceram fábricas no Brasil, como Foxconn, ASUS, Micro-Star International, Compal, Gigabyte Technology, Acer, AOC International, D-Link e entre outros.